# 奧比杜什城堡

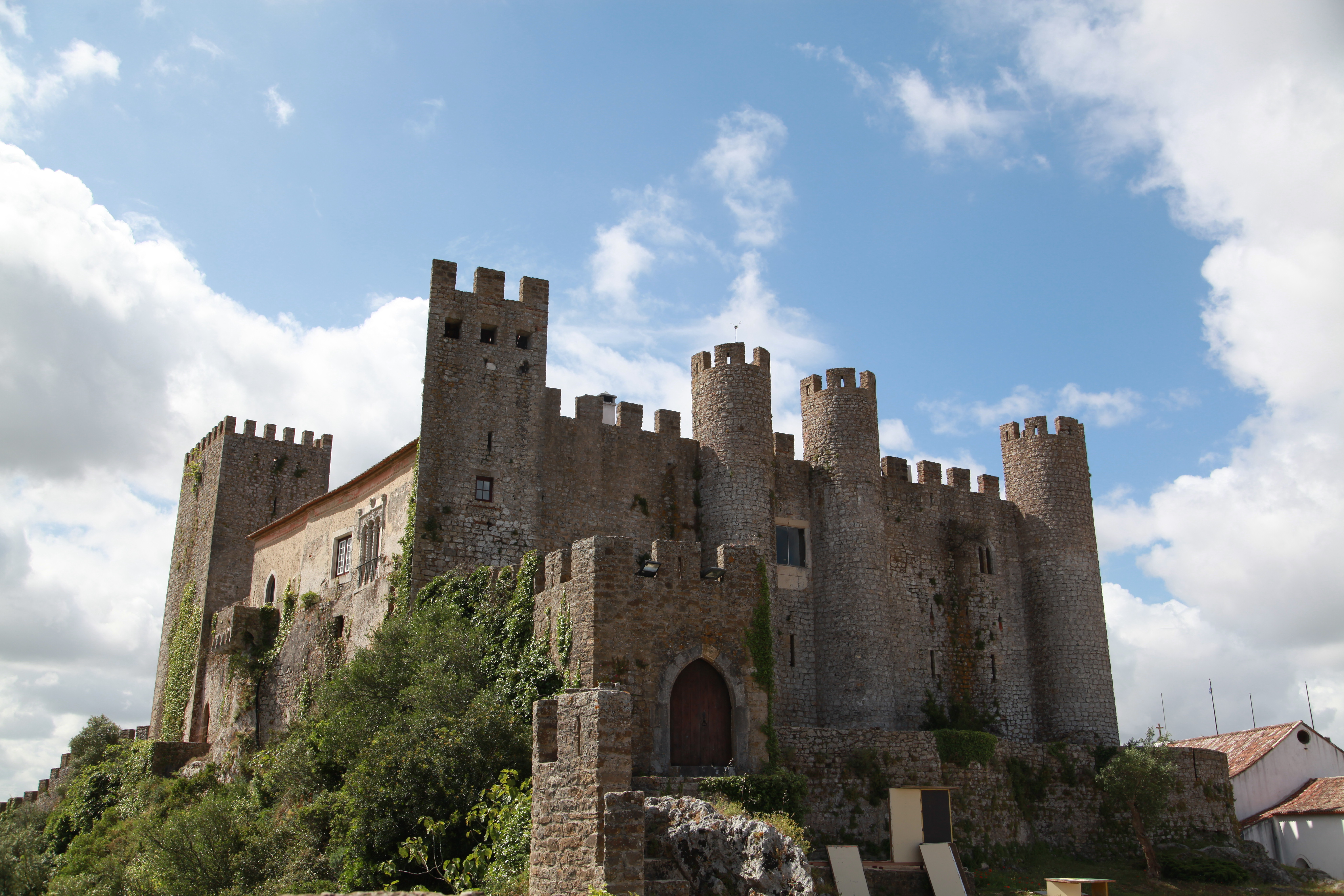

奧比杜什城堡（葡萄牙語：Castelo de Óbidos）是一座位於葡萄牙中部萊里亞區奧比杜什的中世紀城堡，保存狀況良好。1755里斯本地震時，城堡建築曾被破壞。1932年開始，城堡進行了修復。